# 三尖齒龍屬
三尖齒龍屬（屬名：Trimucrodon）是種草食性恐龍，生存於侏儸紀晚期的啟莫里階的葡萄牙，約1億5500萬年前到1億5000萬年前，但也有可能是白堊紀早期的巴列姆階。三尖齒龍被分類為基礎鳥臀目恐龍，但因為只有發現牙齒化石，是只根據牙齒而建立的物種，所以狀態為疑名。
在1962到1967年之間，德國動物學家Georg Krusat在葡萄牙勞爾哈（Lourinhã）的丁赫羅港，屬於Camadas de Alcobaça地層，地質年代相當於啟莫里階，約1億5500萬到1億5000萬年前，但近年研究提出該地層可能是白堊紀早期的早巴列姆階，約1億4500萬年前。
模式種是楔形三尖齒龍（T. cuneatus），是由Richard A. Thulborn在1973年所敘述、命名，但研究直到1975年才公佈。他發現其中一顆小型牙齒屬於恐龍，而非哺乳動物，而進行命名。屬名意為「有三個齒尖的牙齒」；種名在拉丁文意為「楔形」。正模標本目前由柏林自由大學所保存、管理，但沒有標本編號。除此之外，葡萄牙當地還發現其他牙齒化石。
Richard A. Thulborn最初將三尖齒龍歸類於法布爾龍科，在2001年被改歸類於畸齒龍科。近年研究則認為三尖齒龍是原始鳥臀目恐龍的分類未定屬

## 外部連結
- Trimucrodon in the Dinosaur Encyclopedia at DinoRuss' Lair